# Acacia adpressa
Acacia adpressa é uma espécie de leguminosa do gênero Acacia, pertencente à família Fabaceae.